# Schnappen Berg
Schnappen Berg är ett berg i Österrike.   Det ligger i distriktet Kitzbühel och förbundslandet Tyrolen, i den centrala delen av landet, 300 km väster om huvudstaden Wien. Toppen på Schnappen Berg är 1 484 meter över havet, eller 11 meter över den omgivande terrängen. Bredden vid basen är 0,11 km.
Terrängen runt Schnappen Berg är varierad. Närmaste större samhälle är Kufstein, 18,7 km väster om Schnappen Berg. 
I omgivningarna runt Schnappen Berg växer i huvudsak blandskog. Runt Schnappen Berg är det ganska tätbefolkat, med 52 invånare per kvadratkilometer.